# پارک شبه‌ملی ایبی-سکیگاهارا-یوری
پارک شبه‌ملی ایبی-سکیگاهارا-یوری (به لاتین: Ibi-Sekigahara-Yōrō Quasi-National Park) یک منطقهٔ مسکونی در ژاپن است که در استان گیفو واقع شده‌است.